# 土本站
土本站（日语：／ Domoto eki */?）是位於靜岡縣榛原郡川根本町奧泉字土本，大井川鐵道的井川線鐵道車站。

## 歷史
- 1959年（昭和34年）8月1日 - 車站啟用
- 2010年（平成22年）8月28日 - 發生山泥傾瀉，由於沿線上會有危險，因此千頭至奧泉之暫停列車服務[1][2]。而代行巴士中由於不途經此站，因此實際上車站暫停服務。
- 2011年（平成23年) 8月12日 - 停運區間重開。

## 車站構造
此站是地面車站，設有1面1線的單式月台。此站是無人車站。

## 車站周邊
截至2018年2月，站前的土本村落中只有3戶共3人居住，均為80歲以上獨居長者的超界限村落。另外，居民所有人的姓氏與站名一樣，都是姓土本。
- 大井川
- 寸又川
- 池之谷家庭營地

## 其他
- TBS系列的「星期一神秘劇場（日语：月曜ミステリー劇場）　早乙女千春的出勤報告16  靜岡湯凱姆里之旅殺人事件（日语：早乙女千春の添乗報告書）」（2004年10月18日放映）於此站取景，劇中作品名為「鬼形站」。

## 相鄰車站
大井川鐵道
井川線
澤間－土本－川根小山

## 注腳
1. ↑  . 朝日新聞 (朝日新聞社). 2010-08-29  [2015-11-20]. （原始内容存档于2010年8月31日） （日语）.
2. ↑  . 大井川鐵道.   [2015-11-20]. （原始内容存档于2011年1月23日） （日语）.
3. ↑  . 朝日新聞. 2018-02-13  [2020-02-12] （日语）.[]

## 外部連結
- 大井川鐵道 （页面存档备份，存于）（日語）